# Eotyrannus

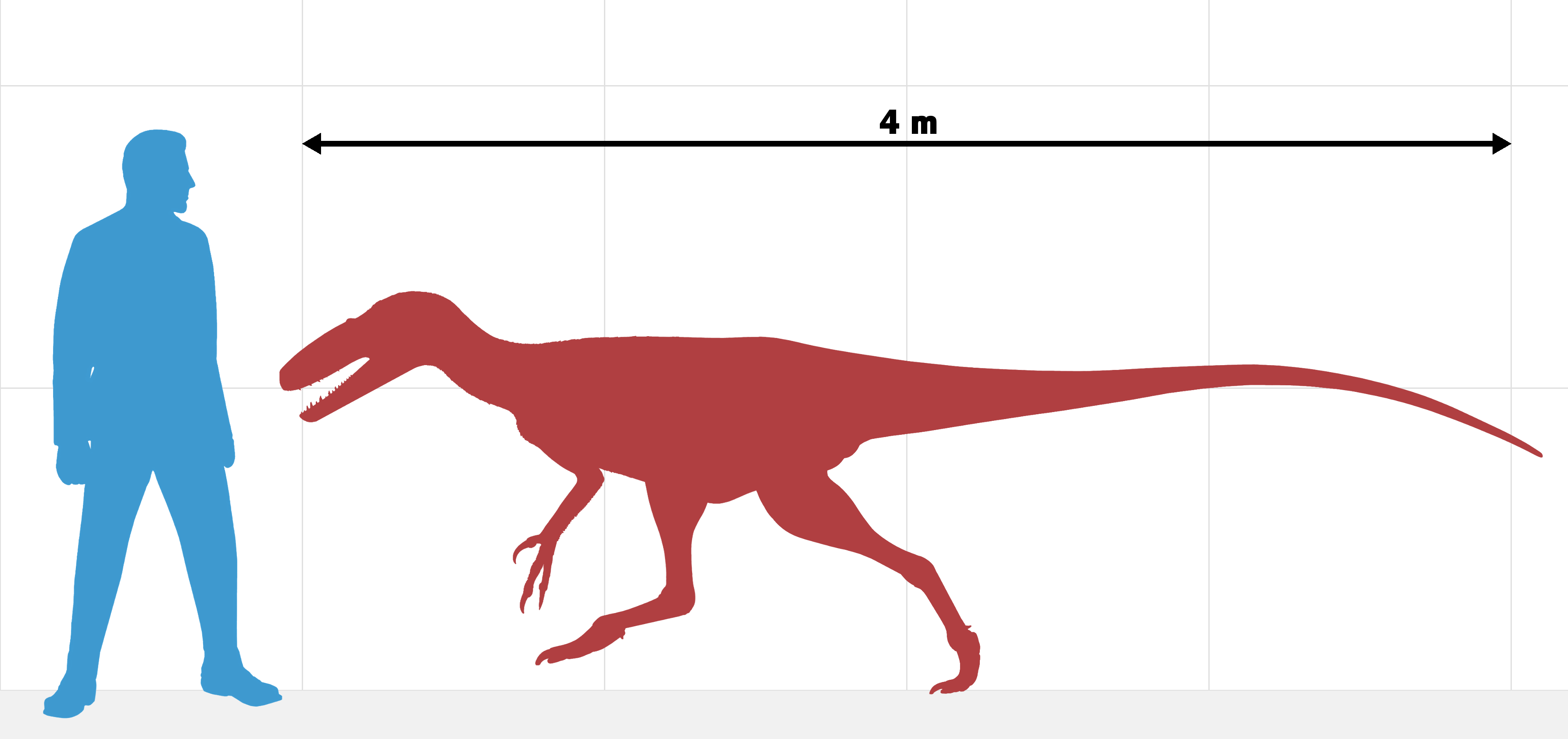
Az Eotyrannus és az ember méretének összehasonlítása

Az Eotyrannus (jelentése 'hajnali zsarnok') a tyrannosauroidea theropoda dinoszauruszok egyik neme, amely a kora kréta időszakban élt, az Egyesült Királyságbeli Wight-sziget délnyugati partján, a Wealden Csoporthoz tartozó Wessex Formáció területén. A (MIWG1997.550 jelzésű) feltehetően fiatal vagy fiatal felnőtt típuspéldány egy növénydarabokat tartalmazó agyagmederből került elő, és a részét képezi egy koponya, egy axiális csontváz valamint a függelékes elemek, melyekről Steve Hutt és szerzőtársai készítettek leírást 2001 elején.
Egyetlen ismert faja, a fosszília felfedezője után elnevezett E. lengi.
Az Eotyrannus egy 4 méter hosszúságú theropoda volt, amely a következő tyrannosauroidea jellemzőkkel rendelkezett: recés, D keresztmetszetű premaxilláris fogak, aránylag hosszú sípcsontok és lábközépcsontok. A Tyrannosauroidea öregcsalád kezdetleges jellemzői a meghosszabbodott nyakcsigolyák és a hosszú, jól fejlett mellső lábak, valamint az arckoponya felső részének sima felszíne, ami eltér a jóval fejlettebb tyrannosauridákétól. Ez az állat azonban az arányokat tekintve a leghosszabb mellső végtagokkal rendelkezők közé tartozik az eddig ismertté vált theropodák közül.
Valószínűleg ragadozó volt, és olyan növényevő dinoszauruszokkal táplálkozott, mint a Hypsilophodon és az Iguanodon.
Az E. lengi megerősíti azt a feltételezést, ami szerint a korai tyrannosauroideák karcsú, hosszú hátsó lábakkal és háromujjú fogókarokkal rendelkező állatok voltak, melyek talán az evolúciójuk kezdetén váltak nagyméretűvé, bár az is lehet, hogy ez a nem a klád többi tagjától függetlenül vált ekkorává. Ezen európai nem felfedezése az észak-amerikai Stokesosaurus és a szintén európai Aviatyrannis mellett érdekes kérdéseket vet fel a csoport feltételezett ázsiai eredetével kapcsolatban, arra utalva, hogy a tyrannosauroideák biogeográfiája jóval összetettebb lehet, mint ahogy azt eredetileg gondolták.

## Fordítás
- Ez a szócikk részben vagy egészben az Eotyrannus című angol Wikipédia-szócikk ezen változatának fordításán alapul.  Az eredeti cikk szerkesztőit annak laptörténete sorolja fel. Ez a jelzés csupán a megfogalmazás eredetét és a szerzői jogokat jelzi, nem szolgál a cikkben szereplő információk forrásmegjelöléseként.